# Jardín Botánico de las Fuentes del Cavuto

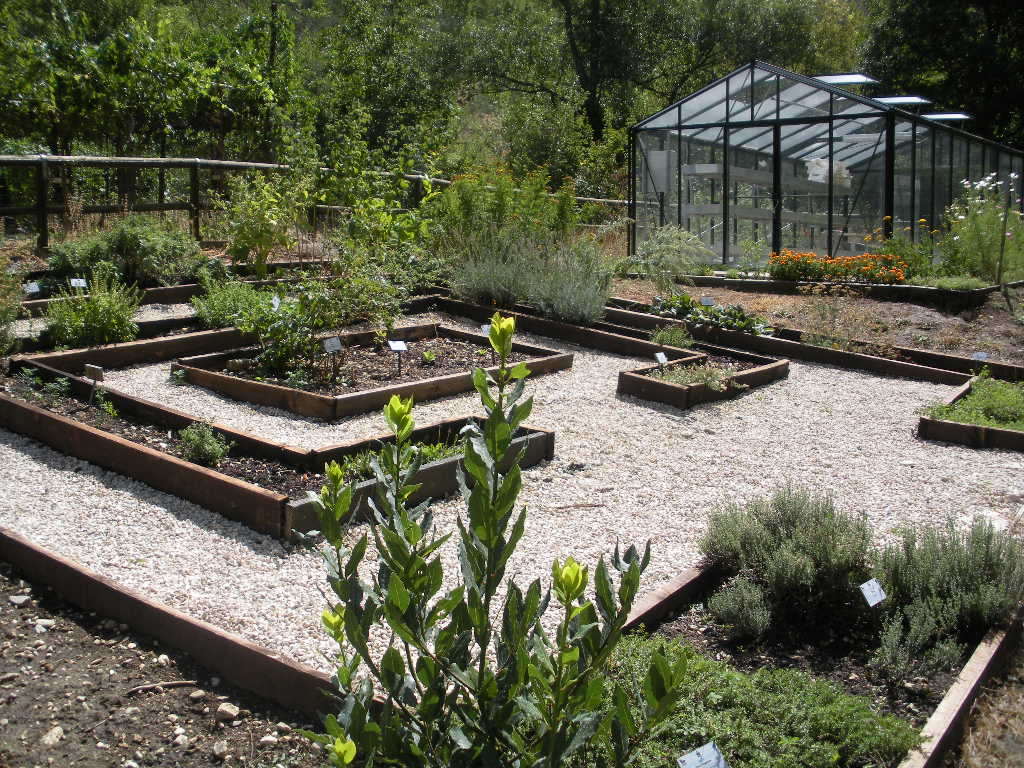
El "Giardino Botanico delle Sorgenti del Cavuto" en los Abruzo.

El Jardín Botánico de las Fuentes del Cavuto (en italiano: Giardino Botanico delle Sorgenti del Cavuto) es una reserva de la naturaleza y jardín botánico de 450 hectáreas de extensión, en Anversa degli Abruzzi, Italia.

## Localización
El Jardín Botánico es la última rama de la Riserva delle Gole del Sagittario, cerca de Anversa degli Abruzzi. Las aguas de las "Fuentes de Cavuto" entran directamente en el río Sagitario. Se accede por un descenso de la misma ciudad que es también el organismo de gestión con el WWF y la provincia de L'Aquila. 
Giardino Botanico delle Sorgenti del Cavuto Anversa degli Abruzzi, Provincia de L'Aquila, Abruzo, Italia.41°59′41″N 13°48′17″E / 41.99472, 13.80472
Está abierto todos los días del año.

## Historia
El parque del Jardín Botánico de 4,5 km², fue creado en 1996 con el decreto LR 35/97.
El riego en el jardín y el vivero están  proporcionados por el Sagittario y las fuentes de Cavuto. Estos caudales también alimentan una planta de energía. 
En el pasado, con la energía generada se producía la famosa cerámica de Anversa degli Abruzzi .

## Colecciones

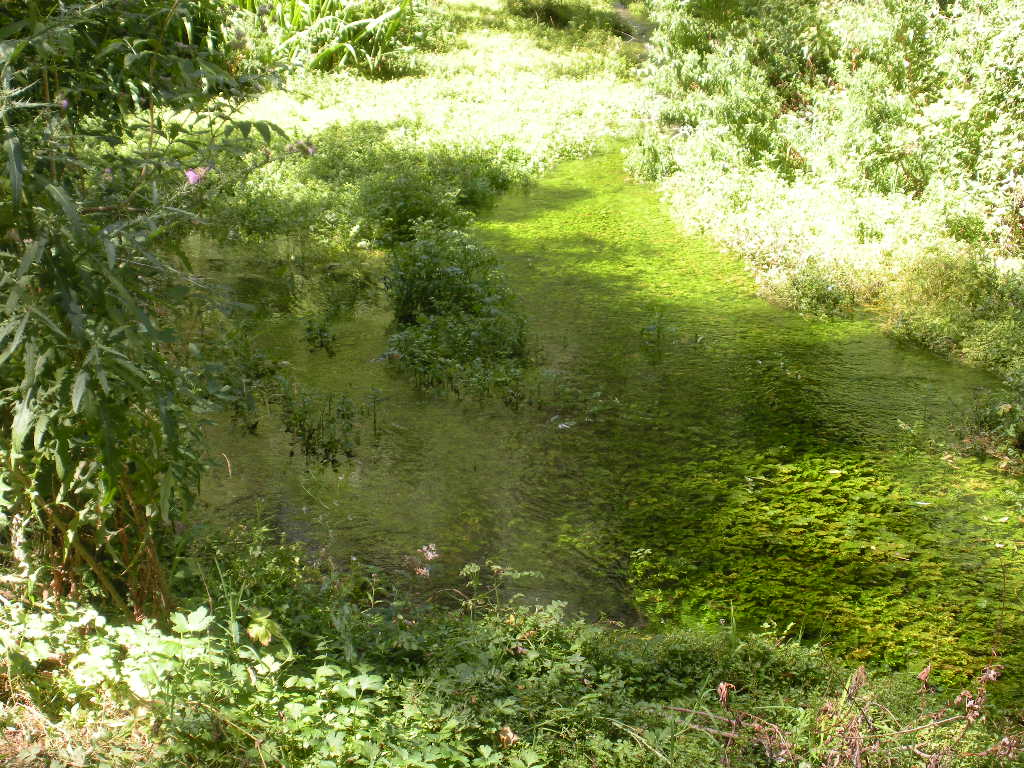
Zona de plantas acuáticas

El parque alberga 380 especies de plantas de las cuales 45 se atribuyen a la lista roja de especies amenazadas y en peligro de extinción. 
El parque está dividido en las siguientes áreas: 
- Jardín Rocciera habitado (por el guarda del parque);
- Zona de plantas acuáticas;
- Centro de visitantes de la reserva;
- Fuentes de Cavuto;
- Pesca en zona de aguas controladas (operadores de control del parque para que no se supere el límite máximo de capturas de peces);
- Bosque de ribera.